# Blanktjärnen (Anundsjö socken, Ångermanland, 706142-160749)
Blanktjärnen är en sjö i Örnsköldsviks kommun i Ångermanland och ingår i Moälvens huvudavrinningsområde. Sjöns area är 0,026 kvadratkilometer och den är belägen 248 meter över havet.